# Hampsonodes bilineata
Hampsonodes bilineata är en fjärilsart som beskrevs av J. Peter Maassen 1890. Hampsonodes bilineata ingår i släktet Hampsonodes och familjen nattflyn. Inga underarter finns listade i Catalogue of Life.